# Міяке Сіорі
Міяке Сіорі (яп. 三宅 史織; нар. 13 жовтня 1995) — японська футболістка. Вона грала за збірну Японії.

## Клубна кар'єра
У 2013 році дебютувала в «МЛАК Кобе Леонесса».

## Кар'єра в збірній
Дебютувала у збірній Японії 22 вересня 2013 року в поєдинку проти Нігерії. У складі японської збірної учасниця жіночого чемпіонату світу 2019 року. З 2013 по 201 рік зіграла 21 матч в національній збірній.

## Статистика виступів
| Збірна Японії | Збірна Японії | Збірна Японії |
| Рік           | Матчі         | Голи          |
| ------------- | ------------- | ------------- |
| 2013          | 1             | 0             |
| 2014          | 0             | 0             |
| 2015          | 0             | 0             |
| 2016          | 0             | 0             |
| 2017          | 5             | 0             |
| 2018          | 11            | 0             |
| 2019          | 4             | 0             |
| Загалом       | 21            | 0             |